# Myodes rutilus
Myodes rutilus је врста волухарице. 

## Распрострањење
Ареал врсте Myodes rutilus обухвата већи број држава. Врста је присутна у следећим државама: Канада, Русија, Кина, Јапан, Монголија, Сједињене Америчке Државе, Шведска, Норвешка, Финска и Казахстан.

## Станиште
Станишта врсте су шуме, планине, субарктичка подручја и арктичка подручја. 

## Угроженост
Ова врста је наведена као последња брига, јер има широко распрострањење и честа је врста.